# متحف قصر النايف الأثري
متحف قصر النايف الأثري، أحد متاحف منطقة حائل، أسسه سعود بن نايف بن عتيق الرمالي الشمري، المتحف عبارة عن دور أرضي واسع مقسم إلى سبعة أجزاء مختلفة المساحات يضم ما يقارب 2165 قطعة تقريبا.
وتشمل المقتنيات أدوات القهوة، وبعض الملابس والحلي وأدوات الزينة النسائية القديمة وكذلك أدوات الخياطة والمصنوعات الجلدية كالقرب والنطع والعديد من الأدوات النحاسية المتمثلة في دلال القهوة والسحال والصفاري لحفظ ماء الشرب، كما يشمل مجموعة من الاسلحة وأدوات الحرب .
يتنوع أسلوب العرض بالمتحف باستخدام خزائن العرض الزجاجية والإستاندات والأرفف والدواليب فيما تم عرض القطع الثقيلة على الأرض حيث يتم عرض وتوزيع القطع حسب الوظيفة والمادة.

## وصلات خارجية
- أهم المتاحف الخاصة بحائل.
- متحف قصر النايف التراثي
- متحف قصر نايف الاثري